# حسین قاضیان
امیر حسین قاضیان جامعه‌شناس، پژوهشگر، نویسنده، تحلیلگر اجتماعی و سیاسی جامعه ایران است. 
حسین قاضیان علاوه بر مصاحبه‌های متعدد در رسانه‌های جمعی و اجتماعی مقاله‌های متعدد نویسنده کتاب و ترجمه آثار متعدد در موضوع‌های اجتماعی و سیاسی را به چاپ رسانده، از آثار ترجمه او می‌توان به جامعه بازار http://درآمدی به مطالعات خانواده نام برد.
همکاران مرکز مطالعات استراتژیک در دوران هاشمی رفسنجانی و مشاور دولت محمد خاتمی بود.
او در سال ۱۳۸۱ و در پی انتشار یک نظرسنجی مشترک با مؤسسه گالوپ دستگیر شد و به اتهام «همکاری با دشمن متخاصم» ۳ سال زندانی شد.
مؤسسه ایپو تحت نظارت و با هماهنگی ایشان کار می‌کند.